# Viscount Knutsford

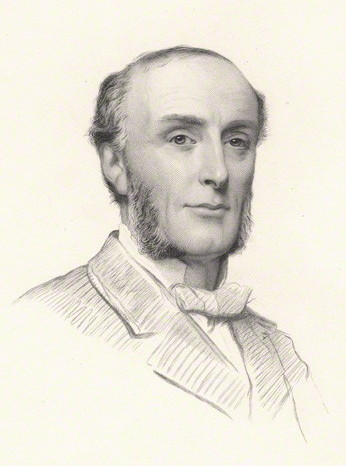
Henry Holland, 1. Viscount Knutsford

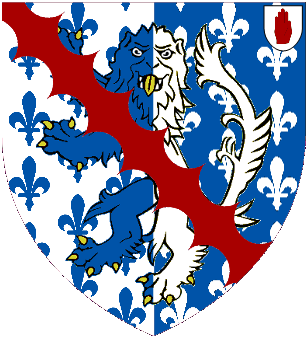
Wappen der Viscounts Knutsford

Viscount Knutsford, of Knutsford in the County Palatine of Chester, ist ein erblicher britischer Adelstitel in der Peerage of the United Kingdom.

## Verleihung und nachgeordnete Titel
Der Titel wurde am 3. August 1895 für den konservativen Politiker und ehemaligen Secretary of State for Colonies Henry Holland, 1. Baron Knutsford, geschaffen. Dieser war bereits am 23. Februar 1888 zum Baron Knutsford, of Knutsford in the County Palatine of Chester, erhoben. Bereits 1873 hatte er von seinem Vater, dem königlichen Hofarzt Henry Holland (1788–1873), den Titel Baronet, of Sandlebridge in the County Palatine of Chester, geerbt, der diesem am 10. Mai 1853 in der Baronetage of the United Kingdom verliehen worden war.
Heutiger Titelinhaber ist sein Nachfahre Michael Holland-Hibbert als 6. Viscount.

## Liste der Viscounts Knutsford (1895)
- Henry Holland, 1. Viscount Knutsford (1825–1914)
- Sydney Holland, 2. Viscount Knutsford (1855–1931)
- Arthur Holland-Hibbert, 3. Viscount Knutsford (1855–1935)
- Thurstan Holland-Hibbert, 4. Viscount Knutsford (1888–1976)
- Julian Holland-Hibbert, 5. Viscount Knutsford (1920–1986)
- Michael Holland-Hibbert, 6. Viscount Knutsford (* 1926)

Titelerbe (Heir apparent) ist der Sohn des aktuellen Titelinhabers, Hon. Henry Holland-Hibbert (* 1959).